# Gordon Bertie
Gordon William Bertie (ur. 20 sierpnia 1948 w Saint-Gabriel-de-Brandon) – kanadyjski zapaśnik walczący w stylu wolnym. Dwukrotny olimpijczyk. Szósty w Montrealu 1972 i odpadł w eliminacjach w Montrealu 1976. Walczył w wadze do 52 kg.
Brązowy medalista mistrzostw świata w 1974 i jednocześnie pierwszy w historii kanadyjski medalista w zawodach tej rangi. Wicemistrz igrzysk Brytyjskiej Wspólnoty Narodów w 1974. Czwarty na igrzyskach panamerykańskich w 1975 i piąty w 1971. Pierwszy w Pucharze Świata w 1975 i drugi w 1976 roku.
Zawodnik University of Alberta.